# Carlos Alonso (football)
Pour les articles homonymes, voir Alonso.
Carlos Alonso Gómez, né le 25 août 1979 à Chinandega au Nicaragua, est un footballeur international nicaraguayen, qui évoluait au poste de défenseur. 
Il compte 37 sélections en équipe nationale entre 2000 et 2010.

## Biographie

### Carrière internationale
Carlos Alonso est convoqué pour la première fois par le sélectionneur national Mauricio Cruz pour un match des éliminatoires de la Coupe du monde 2002 contre le Honduras le 4 mars 2000 (défaite 3-0). Il reçoit sa dernière sélection le 4 septembre 2010 contre le Guatemala (défaite 5-0). 
Il dispute une Gold Cup en 2009. Il participe également à cinq Coupes UNCAF en 2001, 2003, 2005, 2007 et 2009.
Il compte 37 sélections et 0 but avec l'équipe du Nicaragua entre 2000 et 2010. 